# استیشنبورت
استیشنبورت (به هلندی: Stationsbuurt) یک منطقهٔ مسکونی در هلند است که در شهرستان ریمرس‌وال واقع شده‌است.